# Як важливо бути серйозним
«Як важливо бути серйозним. Несерйозна комедія для серйозних людей» (у перекладі Ростислава Доценка — «Як важливо бути поважним»; англ. The Importance of Being Earnest) — комедійна п'єса ірландського письменника Оскара Вайлда на чотири дії (у пізнішій редакції автора — на три дії), в якій автор висміює лицемірство і святенництво вікторіанської епохи. Прем'єра вистави відбулася в театрі Сент-Джеймс (Лондон) 14 лютого 1895 року.
Це комедія-фарс, головними героями якого є Джон Вордінґ та Алджернон Монкриф. Обоє молодиків по черзі представляються вигаданим Ернестом Вордінґом, щоб уникнути обтяжливих чи незручних для них соціальних умовностей і зобов'язань, що викликає кумедні непорозуміння. Твір містить присвяту літературному критику Роберту Болдіну Россу (1869—1918).
Назва п'єси є каламбуром. Англійський прикметник «earnest», що має значення «серйозний, поважний; щирий, палкий», за звучанням дуже схожий на чоловіче ім'я Ернест, яким називають себе обидва головних герої. Співзвучність сприяє несвідомому очікуванню серйозності, відповідальності, рішучості, щирості і поважності від персонажів, але саме завдяки цьому створюється стилістичний ефект іронії — жоден з героїв не має таких якостей, навпаки, вони прагнуть уникнути будь-яких соціальних зобов'язань.
Цю суто англійську гру слів деякі перекладачі твору намагалися передати іншими мовами, підбираючи імена, що були б співзвучні прикметникам зі значенням певної чесноти (наприклад, в італійській мові використовували імена Франко, Фіделе, Северо, у французькій — Констан).

## Історія написання
Після успіху вистав «Віяло леді Віндермір» (англ. Lady Windermere's Fan, 1892) та «Жінка, не варта уваги» (англ. A Woman of No Importance, 1893) видавець Оскара Вайлда наполягав на написанні інших п'єс.
Письменнику теж сподобається ця думка, він починає обмірковувати ідею нового твору, і вже у липні 1894 року розповідає актору театру Сент-Джеймс Джорджу Александеру про задум нової п'єси «Як важливо бути серйозним», а у серпні, відпочиваючи у Вордінґу, втілює цей задум у життя.
Протягом наступних місяців письменник активно редагував текст, відточуючи влучність фраз і афоризмів.
Спершу твір мав чотири дії, але після узгодження матеріалів із актором Джорджем Александером під час підготовки п'єси до постановки на сцені Оскар Вайлд скоротив кількість дій до трьох, об'єднавши сцени другої і третьої дії.
Багато героїв (наприклад, леді Брекнелл, Джон і Алджернон) мали реальних прототипів — знайомих Оскара Вайлда.
Дослідники вважають, що найбільший вплив на твір мала п'єса «Заручений» Вільяма Ґілберта: Оскар Вайлд запозичив у нього кілька сцен та загальний стиль написання.

## Прем'єра
Успіх вистави означив пік кар'єри Оскара Вайлда, але він же став початком її завершення.
Прем'єра вистави була пов'язана зі скандалом. Маркіз Джон Дуглас Квінсбері, батько коханця Оскара Вайлда Альфреда Дуґласа, мав намір зірвати виставу, кинувши автору букет гнилих овочів, але Оскара Вайлда вчасно попередили, і маркіз не був допущений до зали.
Проте ситуація мала трагічне продовження — маркіз залишив письменнику записку в його клубі, назвавши митця содомітом. Під впливом розгніваного Альфреда Оскар Вайлд звинуватив Квінсбері у наклепі. У ході судового засідання обвинувачуваний знайшов потрібних свідків, і митець був засуджений за гомосексуальність. Вирок передбачав дворічні каторжні роботи. За період відбування покарання від Оскара Вайлда відмовилися майже всі друзі і знайомі, померла його мати, а сім'я емігрувала, змінивши прізвище. Після звільнення з допомогою друзів він зміг виїхати в Париж, де й прожив до кінця своїх днів під вигаданим іменем Себастьяна Мельмота (Sebastian Melmoth).
Недобра слава відобразилася й на долі вистави. Джордж Александер намагався врятувати її, знявши ім'я Оскара Вайлда з афіш. Після 86 успішних постановок покази було скасовано. У Бродвейському театрі (США) теж пройшло лише 16 вистав, а от на популярність п'єси в Австралії історія з судом не вплинула.
Після смерті письменника актор Джордж Александер відновив постановки. Репутацію Оскара Вайлда вдалося досить швидко відновити.

## Публікація
1898 року Леонард Смізерс, незважаючи на репутацію Оскара Вайлда, зв'язується з ним у Парижі і пропонує видати дві останні п'єси митця — «Як важливо бути серйозним» та «Ідеальний чоловік». Письменник погоджується і досить активно бере участь у редагуванні видання та підготовці його до друку.
Пізніше твір набув популярності і на сьогодні перекладений багатьма мовами.

## Дійові особи
| - Джон Вордінг, мировий суддя - Алджернон Монкриф - Його превелебність Чаз'юбл, доктор богослів'я, канонік - Містер Ґрибзбі, повірений - Мерімен, дворецький | - Лейн, лакей Монкрифа - Молтон, садівник - Леді Брекнел - Ґвендоліна Ферфакс, її дочка - Сесілія Кардью - Міс Призм, її гувернантка |

## Сюжет
Дія відбувається в квартирі молодого джентльмена Алджернона Монкрифа в Лондоні і в маєтку Джона Вордінґа у Вултоні (Гартфордшир).
Лондон. Алджернон вдома очікує на візит своєї тітки леді Брекнел та її дочки Ґвендоліни. До нього приходить його товариш Джон Вордінґ, якого всі знають під іменем Ернеста, і розповідає про свій намір попросити руки його кузини Ґвендоліни. Алджернон завдяки забутому портсигару з'ясовує, що Ернеста насправді звати Джоном і що він опікується молодою дівчиною Сесілією — онукою Томаса Кард'ю, який усиновив Джона та залишив йому весь свій спадок. Джон вдома увесь час розповідає, що має молодшого брата Ернеста, якого потрібно навідувати в Лондоні, це дає йому можливість часто приїздити до міста і вільно проводити там час. Господар дому називає таку поведінку банберизмом за іменем вже свого вигаданого «друга» Банбері (Bunbury), якого він також часто «відвідує», щоб уникнути нав'язливих і неприємних йому обов'язків (наприклад, певних візитів).
Алджернон: «Ти вигадав собі дуже корисного молодшого брата Ернеста, щоб їздити в Лондон, коли тобі заманеться. Я ж вигадав неоціненного постійно хворого містера Банбері, щоб їздити на село, коли мені заманеться.»
Приходять леді Брекнел і Ґвендоліна. Алджернон розмовою відволікає тітоньку, а Джон освідчується Ґвендоліні. Ґвендоліна говорить, що прийме його пропозицію, бо її мрією було закохатися й одружитися з чоловіком на ім'я Ернест. Ґвендоліна повідомляє про своє рішення матері, але леді Брекнел сама хоче вирішувати долю доньки, тому розпитує Джона про його матеріальне і соціальне становище. Леді Брекнел загалом задоволена почутим, але молодик розповідає їй про те, що є усиновленою дитиною — його знайшов на вокзалі багато років тому полковник Кард'ю, справжніх батьків він не знає, і це кардинально змінює думку леді щодо шлюбу. Ґвендоліна записує адресу заміського будинку Джона. Алджернон підслуховує цю інформацію і вирішує вирушити туди, щоб познайомитися з вихованкою Джона.
Алджернон, впевнений, що Джон перебуває в Лондоні, приїжджає до його маєтку, знайомиться з Сесілією, її гувернанткою міс Призм і представляється молодшим братом Джона Ернестом Вордінґом. Сесілія з дитинства мріє познайомитися з ним, навіть пише сама собі любовні листи від імені Ернеста. Сесілія і Алджернон закохуються один в одного і вирішують одружитися. Несподівано повертається Джон. Він вимушений підтримувати вигадку Алджернона, оскільки боїться власного викриття. Обоє молодиків приймають рішення охреститися з іменем Ернест, щоб не розчаровувати своїх коханих.
У гості до Джона приїздить Ґвендоліна. Вона знайомиться з Сесілією і дізнається від неї, що та заручена з Ернестом Вордінґом — виникає непорозуміння, що вирішується тільки тоді, коли всі четверо збираються в одній кімнаті. Жінки готові скасувати весілля через обман, але намір чоловіків охреститися з іменем Ернест переконує їх змінити свою думку.
Приїздить леді Брекнел. Алджернон повідомляє їй про своє рішення одружитися з Сесілією. У розмові виринає ім'я гувернантки міс Призм, і леді Брекнел вимагає знайомства з нею. Коли приходить міс Призм, то леді Брекнел впізнає в ній зниклу 27 років тому служницю своєї покійної сестри, яку звинувачували у зникненні її немовляти. Міс Призм зізнається, що помилково поклала його в саквояж і залишила на вокзалі. З'ясовується, що цією зниклою дитиною був Джон. Він виявляється племінником леді Брекнел і старшим братом Алджернона, і насправді його звати Ернест. Усі закохані щасливі — тепер вони можуть побратися.

## Особливості стилю
П'єса «Як важливо бути серйозним», як і інші твори Оскара Вайлда, належать до естетизму. Для Вайлда цей напрям став бунтом проти моралі та поглядів вікторіанської епохи. Естетичне позування мало сколихнути суспільство, змусити його вийти за межі умовностей, це був протест проти засилля практичності й здорового глузду.
Сам Оскар Вайлд у розмові з Робертом Россом так визначив головну проблему цього твору: «Ми маємо сприймати всі несерйозні речі дуже серйозно, а от всі найсерйозніші речі у житті — із щирою і легкою несерйозністю».
Саме тому твір наповнений живими «салонними» діалогами, гострими епіграмами, афоризмами, ефектними парадоксами, насмішками над упередженнями й умовностями. Якоюсь мірою він навіть наслідував комедію характерів і творчість Р. Шерідана. Комедія запам'ятовується саме діалогами, а не розгортанням сюжету чи характерами персонажів. Оскар Вайлд не виявляє особливої майстерності в описі характерів. Для письменника важливий не так зміст чи гострота думки, як можливість нанизувати один на одного дотепи й афоризми, грати словами, створювати яскраві образи, епатувати глядача.
У цьому творі Вайлд найбільш повно реалізував принцип мистецтва, яке не слугує жодним утилітарним цілям. Сюжет побудований на дотепному непорозумінні, яке автор, можливо, навіть не мав на меті зробити правдоподібним. Але це не свідчить про брак змісту — він просто залишається поза сюжетом. Саме в цьому полягає основна особливість п'єси Вайлда, що вирізняється на фоні інших комедій того часу своєю сценічністю та вдало підготовленими театральними ефектами.
Метою використання парадоксів Оскаром Вайлдом є показати суперечність між внутрішнім і зовнішнім вимірами зображуваного лицемірного суспільства, так і розкрити схильність нашої свідомості до антиномій, умовність і відносність понять, якими ми користуємося, ненадійність наших знань.
Твір насичений авторськими неологізмами (наприклад, Bunburism — від імені вигаданого персонажем Алджерноном друга Bunbury; womanthrope — жононенависник).

## Переклади українською мовою
1. Вайлд Оскар. Портрет Доріана Грея. Роман, п'єси. [Зміст: Портрет Доріана Грея; Віяло леді Віндермір; Як важливо бути поважним] / пер. з англ., передмова та примітки Р. І. Доценка. — Харків: Фоліо, 2006. — ISBN 966-03-2616-5
2. Вайлд Оскар. Ідеальний чоловік. Як важливо бути серйозним / пер. з англ. Олекси Негребецького. — Київ: Знання, 2014. — (English Library). — ISBN 978-617-07-0202-9

## Екранізації та інтерпретації
Твір багаторазово екранізувався під назвою «Як важливо бути серйозним». Здебільшого у США та Великій Британії.
Найвідомішими є фільми 1952 року режисера Ентоні Асквіта (отримав нагороду Британської академії телебачення та кіномистецтва; головні ролі зіграли Майкл Редгрейв, Майкл Денісон, Джоан Грінвуд, Дороті Тутін) та 2002 року режисера Олівера Паркера (головні ролі зіграли Колін Ферт, Рупер Еверетт, Френсіс О'Коннор, Різ Візерспун).
«Як важливо бути серйозним» (1976) — радянська екранізація п'єси реж. Олександра Бєлінського (головні ролі зіграли Ігор Старигін, Олександр Кайдановський, Тетяна Васильєва та Євгенія Симонова).
У п'єсі Тома Стоппарда «Травесті» («Travesties») 1974 року обіграно сюжет та головних героїв твору «Як важливо бути серйозним» Оскара Вайлда.